# Sergio Pardilla Bellón
Sergio Pardilla Bellón (Membrilla, Ciudad Real, 16 de gener de 1984) és un ex-ciclista espanyol, professional entre el 2006 i finals del 2019.
Bon escalador, en el seu palmarès destaca la Volta al Japó de 2009 o la Volta a la Comunitat de Madrid de 2010. El 2015 va patir una greu caiguda durant la disputa de la Volta al País Basc que l'obligaren a estar 10 mesos aturat.

## Palmarès
- 2005
  - Vencedor d'una etapa del Circuito Montañés
- 2006
  - Vencedor d'una etapa del Tour del Porvenir
- 2007
  - 1r al Tour dels Pirineus i vencedor d'una etapa
- 2008
  - Vencedor d'una etapa de la Volta a La Rioja
- 2009
  - 1r a la Volta al Japó i vencedor d'una etapa
  - Vencedor d'una etapa del Circuito Montañés
- 2010
  - 1r a la Volta a la Comunitat de Madrid i vencedor d'una etapa
  - Vencedor d'una etapa de la Volta a Andalusia
- 2013
  - Vencedor d'una etapa de la Volta a Portugal
- 2016
  - Vencedor d'una etapa a la Volta a Burgos

### Resultats al Giro d'Itàlia
- 2011. 48è de la classificació general
- 2012. 18è de la classificació general

### Resultats a la Volta a Espanya
- 2011. Abandona (17 etapa)
- 2014. 17è de la classificació general
- 2016. 18è de la classificació general
- 2017. 15è de la classificació general
- 2018. 49è de la classificació general
- 2019. 88è de la classificació general